# Єдиний Ізраїль
Єдиний Ізраїль (івр. ישראל אחת) — альянс Лейбористської партії, Меймад і Гешер, створений для участі у виборах до Кнесету 1999 року.